# جيرالد ماكورميك
جيرالد ماكورميك (بالإنجليزية: Gerald McCormick)‏ هو سياسي أمريكي، ولد في 22 فبراير 1962. حزبياً، نشط في الحزب الجمهوري. وقد انتخب عضو مجلس نواب تينيسي.